# Veronica Campbell-Brown
Veronica Campbell-Brown (ur. 15 maja 1982 w Trelawny) – jamajska sprinterka, złota medalistka Igrzysk Olimpijskich w biegu na 200 metrów oraz w sztafecie 4 × 100 m, złota medalistka Mistrzostw Świata w Osace w biegu na 100 metrów oraz dwukrotnie srebrna w biegu na 200 m. W 2010 i 2012 triumfowała w biegu na 60 m podczas Halowych Mistrzostwach Świata. Wielokrotna mistrzyni i rekordzistka kraju.
Jej mąż Omar Brown także uprawiał biegi sprinterskie.
Testy antydopingowe przeprowadzone 4 maja 2013 w Kingston wykryły obecność w organizmie Campbell-Brown leków moczopędnych, które mogą być używane przez sportowców do maskowania dopingu. Zawodniczka została tymczasowo zawieszona i groziła jej półroczna dyskwalifikacja. W październiku 2013 rodzima federacja lekkoatletyczna zawodniczki ogłosiła, że w organizmie Campbell-Brown nie wykryto specyfików mogących wpłynąć na osiąganie lepszych wyników. Z tego powodu komisja dyscyplinarna na Jamajce postanowiła, że karą dla sprinterki będzie oficjalne upomnienie. W sierpniu 2015 zdobyła brązowy medal podczas mistrzostw świata w Pekinie w biegu na 200 metrów oraz złoto w sztafecie.

## Rekordy życiowe
| Konkurencja        | Data             | Miejsce | Czas  | Wiatr    |
| ------------------ | ---------------- | ------- | ----- | -------- |
| Bieg na 100 metrów | 31 maja 2011     | Ostrawa | 10,76 | +1,1 m/s |
| Bieg na 200 metrów | 21 sierpnia 2008 | Pekin   | 21,74 | +0,6 m/s |

## Sukcesy

### Igrzyska Olimpijskie
| Miejsce | Dzień       | Rok  | Miejscowość    | Konkurencja        | Czas biegu | Strata   | Zwycięzca           |
| ------- | ----------- | ---- | -------------- | ------------------ | ---------- | -------- | ------------------- |
| srebro  | 30 września | 2000 | Sydney         | sztafeta 4 x 100 m | 42,13 s    | + 0,18 s | Bahamy              |
| brąz    | 21 sierpnia | 2004 | Ateny          | bieg na 100 m      | 10,97 s    | + 0,04 s | Julija Nieściarenka |
| złoto   | 25 sierpnia | 2004 | Ateny          | bieg na 200 m      | 22,05 s    | -        | -                   |
| złoto   | 27 sierpnia | 2004 | Ateny          | sztafeta 4 x 100 m | 41,73 s    | -        | -                   |
| złoto   | 21 sierpnia | 2008 | Pekin          | bieg na 200 m      | 21,74 s    | -        | -                   |
| NF      | 22 sierpnia | 2008 | Pekin          | sztafeta 4 x 100 m | -          | -        | Belgia              |
| brąz    | 4 sierpnia  | 2012 | Londyn         | bieg na 100 m      | 10,81 s    | + 0,06 s | Shelly-Ann Fraser   |
| 4.      | 8 sierpnia  | 2012 | Londyn         | bieg na 200 m      | 22,38 s    | + 0,50 s | Allyson Felix       |
| srebro  | 10 sierpnia | 2012 | Londyn         | sztafeta 4 x 100 m | 41,41 s    | + 0,59 s | Stany Zjednoczone   |
| 27.     | 15 sierpnia | 2016 | Rio de Janeiro | bieg na 200 m      | 22,97 s    | -        | Elaine Thompson     |
| srebro  | 19 sierpnia | 2016 | Rio de Janeiro | sztafeta 4 x 100 m | 41,36 s    | + 0,35 s | Stany Zjednoczone   |

### Mistrzostwa Świata
| Miejsce | Dzień       | Rok  | Miejscowość | Konkurencja        | Czas biegu | Strata   | Zwycięzca         |
| ------- | ----------- | ---- | ----------- | ------------------ | ---------- | -------- | ----------------- |
| srebro  | 8 sierpnia  | 2005 | Helsinki    | bieg na 100 m      | 10,95 s    | + 0,02 s | Lauryn Williams   |
| 4.      | 12 sierpnia | 2005 | Helsinki    | bieg na 200 m      | 22,38 s    | + 0,22 s | Allyson Felix     |
| srebro  | 13 sierpnia | 2005 | Helsinki    | sztafeta 4 x 100 m | 41,99 s    | + 0,21 s | Stany Zjednoczone |
| złoto   | 27 sierpnia | 2007 | Osaka       | bieg na 100 m      | 11,01 s    | -        | -                 |
| srebro  | 31 sierpnia | 2007 | Osaka       | bieg na 200 m      | 22,34 s    | + 0,53 s | Allyson Felix     |
| srebro  | 1 września  | 2007 | Osaka       | sztafeta 4 x 100 m | 42,01 s    | + 0,03 s | Stany Zjednoczone |
| 4.      | 17 sierpnia | 2005 | Berlin      | bieg na 100 m      | 10,95 s    | + 0,22 s | Shelly-Ann Fraser |
| srebro  | 21 sierpnia | 2009 | Berlin      | bieg na 200 m      | 22,35 s    | + 0,33 s | Allyson Felix     |
| srebro  | 29 sierpnia | 2011 | Daegu       | bieg na 100 m      | 10,97 s    | + 0,07 s | Carmelita Jeter   |
| złoto   | 2 września  | 2011 | Daegu       | bieg na 200 m      | 22,22 s    | -        | -                 |
| srebro  | 4 września  | 2011 | Daegu       | sztafeta 4 x 100 m | 41,70 s    | + 0,14 s | Stany Zjednoczone |
| 4.      | 24 sierpnia | 2015 | Pekin       | bieg na 100 m      | 10,91 s    | + 0,15 s | Shelly-Ann Fraser |
| brąz    | 28 sierpnia | 2015 | Pekin       | bieg na 200 m      | 21,97 s    | + 0,34 s | Dafne Schippers   |
| złoto   | 29 sierpnia | 2015 | Pekin       | sztafeta 4 x 100 m | 41,07 s    | -        | -                 |

## Igrzyska Wspólnoty Narodów
| Miejsce | Dzień      | Rok  | Miejscowość | Konkurencja        | Czas biegu | Strata   | Zwycięzca                |
| ------- | ---------- | ---- | ----------- | ------------------ | ---------- | -------- | ------------------------ |
| srebro  | 27 lipca   | 2002 | Manchester  | bieg na 100 m      | 11,00 s    | + 0,09 s | Debbie Ferguson-McKenzie |
| srebro  | 31 lipca   | 2002 | Manchester  | sztafeta 4 x 100 m | 42,73 s    | + 0,29 s | Bahamy                   |
| srebro  | 23 marca   | 2006 | Melbourne   | bieg na 200 m      | 22,72 s    | + 0,13 s | Sherone Simpson          |
| srebro  | 28 lipca   | 2014 | Glasgow     | bieg na 100 m      | 11,03 s    | + 0,18 s | Blessing Okagbare        |
| złoto   | 2 sierpnia | 2014 | Glasgow     | sztafeta 4 x 100 m | 41,83 s    | -        | -                        |

## Halowe mistrzostwa świata
| Miejsce | Dzień    | Rok  | Miejscowość | Konkurencja  | Wynik  | Strata   | Zwycięzca         |
| ------- | -------- | ---- | ----------- | ------------ | ------ | -------- | ----------------- |
| złoto   | 14 marca | 2010 | Doha        | bieg na 60 m | 7,00 s | -        | -                 |
| złoto   | 11 marca | 2012 | Stambuł     | bieg na 60 m | 7,01 s | -        | -                 |
| 5.      | 9 marca  | 2014 | Sopot       | bieg na 60 m | 7,13 s | + 0,15 s | Shelly-Ann Fraser |

Campbell-Brown została czterokrotnie wybrana najlepszą sportsmenką Jamajki (2004, 2005, 2007 oraz 2008). Ma ona w swoim dorobku wiele zwycięstw w innych międzynarodowych imprezach:
- dwa złote medale Halowych mistrzostw świata w biegu na 60 m
- złoty medal Mistrzostw świata juniorów młodszych w lekkoatletyce (Bydgoszcz 1999)
- dwa złote medale (w biegu na 100 metrów oraz biegu na 200 metrów) Mistrzostw Świata Juniorów w Lekkoatletyce (Santiago 2000)
- jeden złoty i cztery srebrne medale igrzysk Wspólnoty Narodów
- zwycięstwo w sztafecie 4 × 100 m podczas IAAF World Relays
- 3 zwycięstwa w Światowym Finale IAAF: 2004–100 & 200 metrów, 2005 – 100 metrów.

Campbell-Brown biegła w sztafecie 4 × 100 m, do której należy aktualny rekord Jamajki (41,41; 10 sierpnia 2012, Londyn)

## Najlepsze rezultaty według sezonów

### 100 m
| Rok  | Wynik | Miejsce    | Data       |
| ---- | ----- | ---------- | ---------- |
| 2015 | 10,89 | Pekin      | 24/08/2015 |
| 2014 | 10,86 | Montverde  | 07/06/2014 |
| 2013 | 11,01 | Kingston   | 04/05/2013 |
| 2012 | 10,81 | Londyn     | 04/08/2012 |
| 2011 | 10,76 | Ostrawa    | 31/05/2011 |
| 2010 | 10,78 | Eugene     | 03/07/2010 |
| 2009 | 10,89 | Szanghaj   | 20/09/2009 |
| 2008 | 10,87 | Londyn     | 26/07/2008 |
| 2007 | 10,89 | Kingston   | 23/06/2007 |
| 2006 | 10,99 | Carson     | 21/05/2006 |
| 2005 | 10,85 | Zurych     | 19/08/2005 |
| 2004 | 10,91 | Monako     | 19/09/2004 |
| 2002 | 11,00 | Manchester | 27/07/2002 |
| 2001 | 11,13 | Kingston   | 06/04/2001 |
| 2000 | 11,12 | Santiago   | 18/10/2000 |
| 1999 | 11,49 | Bydgoszcz  | 16/07/1999 |
| 1998 | 12,04 | Annecy     | 28/07/1998 |

### 200m
| Rok  | Wynik | Miejsce   | Data       |
| ---- | ----- | --------- | ---------- |
| 2015 | 21,97 | Pekin     | 28/08/2015 |
| 2014 | 22,94 | Clermont  | 10/05/2014 |
| 2013 | 22,53 | Nowy Jork | 25/05/2013 |
| 2012 | 22,32 | Londyn    | 07/08/2012 |
| 2011 | 22,44 | Kingston  | 26/06/2011 |
| 2010 | 21,98 | Nowy Jork | 12/06/2010 |
| 2009 | 22,29 | Berlin    | 20/08/2009 |
| 2008 | 21,74 | Pekin     | 21/08/2008 |
| 2007 | 22,34 | Osaka     | 31/08/2007 |
| 2006 | 22,51 | Kingston  | 06/05/2006 |
| 2005 | 22,35 | Turyn     | 03/06/2005 |
| 2004 | 22,05 | Ateny     | 25/08/2004 |
| 2002 | 22,39 | Odessa    | 18/05/2002 |
| 2001 | 22,92 | Kingston  | 07/04/2001 |
| 2000 | 22,89 | Santiago  | 21/10/2000 |

## Odznaczenia
- Członkini Orderu Jamajki